# Sparrissläktet
Sparrissläktet (Asparagus) är ett växtsläkte i familjen sparrisväxter (tidigare liljeväxter) som omfattar cirka 300 arter, alla från gamla världen, men introducerade i många länder på båda halvkloten i tempererat och tropiskt klimat. Många av arterna från Afrika räknas ibland till släktena Protasparagus och Myrsiphyllum. Nyligen utförda studier visar dock på många tveksamheter i den taxonomiska indelningen, och kommer troligen leda till justeringar vad gäller indelning i släkten, undersläkten med mera.
Bland arterna återfinns allt från örter till vedartade klätterväxter. De flesta av arterna har tillplattade stammar, kladoder, som fyller samma funktion som blad. Tre arter, sparris (A. officinalis), japansk sparris (A. schoberioides) och glanssparris (A. cochinchinensis), är tvåbyggare, det vill säga de har hon- och hanblommor på olika plantindivider. Andra arter kan vara hermafroditer.
Den bäst kända medlemmen i släktet är grönsaken sparris (A. officinalis). Andra arter av sparrisar odlas som prydnadsväxter; däribland fjädersparris (A. setaceus), natalsparris (A. densiflorus) och hängsparris (A. aetiopicus). Några arter har introducerats i miljöer där de blivit ogräs.

## Ogräs
Medeola (A. asparagoides) är ett vanligt förekommande ogräs i södra Australien. Arten introducerades i Australien från Sydafrika runt 1857 med syfte att kunna användas i buketter som grönt, i synnerhet i brudbuketter. Arten har etablerat sig utanför odlingarna och kväver inhemska växter.

## Dottertaxa
Dottertaxa till Sparrisar, i alfabetisk ordning

- Asparagus acicularis
- Asparagus acocksii
- Asparagus acutifolius
- Asparagus adscendens
- Asparagus aethiopicus
- Asparagus africanus
- Asparagus aggregatus
- Asparagus albus
- Asparagus alopecurus
- Asparagus altiscandens
- Asparagus altissimus
- Asparagus angulofractus
- Asparagus angusticladus
- Asparagus aphyllus
- Asparagus arborescens
- Asparagus aridicola
- Asparagus asiaticus
- Asparagus asparagoides
- Asparagus aspergillus
- Asparagus baumii
- Asparagus bayeri
- Asparagus benguellensis
- Asparagus bequaertii
- Asparagus biflorus
- Asparagus botschantzevii
- Asparagus botswanicus
- Asparagus brachiatus
- Asparagus brachyphyllus
- Asparagus breslerianus
- Asparagus buchananii
- Asparagus bucharicus
- Asparagus burchellii
- Asparagus burjaticus
- Asparagus calcicola
- Asparagus capensis
- Asparagus capitatus
- Asparagus chimanimanensis
- Asparagus clareae
- Asparagus cochinchinensis
- Asparagus coddii
- Asparagus concinnus
- Asparagus confertus
- Asparagus coodei
- Asparagus crassicladus
- Asparagus curillus
- Asparagus dauricus
- Asparagus declinatus
- Asparagus deflexus
- Asparagus densiflorus
- Asparagus denudatus
- Asparagus devenishii
- Asparagus divaricatus
- Asparagus drepanophyllus
- Asparagus duchesnei
- Asparagus dumosus
- Asparagus edulis
- Asparagus elephantinus
- Asparagus equisetoides
- Asparagus exsertus
- Asparagus exuvialis
- Asparagus falcatus
- Asparagus fallax
- Asparagus fasciculatus
- Asparagus faulkneri
- Asparagus ferganensis
- Asparagus filicinus
- Asparagus filicladus
- Asparagus filifolius
- Asparagus flagellaris
- Asparagus flavicaulis
- Asparagus fouriei
- Asparagus fractiflexus
- Asparagus fysonii
- Asparagus gharoensis
- Asparagus glaucus
- Asparagus gobicus
- Asparagus gonoclados
- Asparagus graniticus
- Asparagus greveanus
- Asparagus griffithii
- Asparagus gypsaceus
- Asparagus hajrae
- Asparagus hirsutus
- Asparagus homblei
- Asparagus horridus
- Asparagus humilis
- Asparagus inderiensis
- Asparagus intricatus
- Asparagus juniperoides
- Asparagus kaessneri
- Asparagus katangensis
- Asparagus khorasanensis
- Asparagus kiusianus
- Asparagus kraussianus
- Asparagus krebsianus
- Asparagus laevissimus
- Asparagus laricinus
- Asparagus lecardii
- Asparagus ledebourii
- Asparagus leptocladodius
- Asparagus lignosus
- Asparagus longicladus
- Asparagus longiflorus
- Asparagus longipes
- Asparagus lycaonicus
- Asparagus lycicus
- Asparagus lycopodineus
- Asparagus lynetteae
- Asparagus macowanii
- Asparagus madecassus
- Asparagus mahafalensis
- Asparagus mairei
- Asparagus mariae
- Asparagus maritimus
- Asparagus meioclados
- Asparagus merkeri
- Asparagus microraphis
- Asparagus migeodii
- Asparagus minutiflorus
- Asparagus mollis
- Asparagus monophyllus
- Asparagus mozambicus
- Asparagus mucronatus
- Asparagus multituberosus
- Asparagus munitus
- Asparagus myriacanthus
- Asparagus natalensis
- Asparagus neglectus
- Asparagus nelsii
- Asparagus nesiotes
- Asparagus nodulosus
- Asparagus officinalis
- Asparagus oligoclonos
- Asparagus oliveri
- Asparagus ovatus
- Asparagus oxyacanthus
- Asparagus pachyrrhizus
- Asparagus palaestinus
- Asparagus pallasii
- Asparagus pastorianus
- Asparagus pearsonii
- Asparagus pendulus
- Asparagus penicillatus
- Asparagus persicus
- Asparagus petersianus
- Asparagus plocamoides
- Asparagus poissonii
- Asparagus przewalskyi
- Asparagus pseudoscaber
- Asparagus psilurus
- Asparagus punjabensis
- Asparagus pygmaeus
- Asparagus racemosus
- Asparagus radiatus
- Asparagus ramosissimus
- Asparagus recurvispinus
- Asparagus retrofractus
- Asparagus richardsiae
- Asparagus rigidus
- Asparagus ritschardii
- Asparagus rogersii
- Asparagus rottleri
- Asparagus rubicundus
- Asparagus rubricaulis
- Asparagus sapinii
- Asparagus sarmentosus
- Asparagus saundersiae
- Asparagus scaberulus
- Asparagus scandens
- Asparagus schoberioides
- Asparagus schroederi
- Asparagus schumanianus
- Asparagus scoparius
- Asparagus sekukuniensis
- Asparagus setaceus
- Asparagus sichuanicus
- Asparagus simulans
- Asparagus spinescens
- Asparagus squarrosus
- Asparagus stachyphyllus
- Asparagus stellatus
- Asparagus stipulaceus
- Asparagus striatus
- Asparagus suaveolens
- Asparagus subfalcatus
- Asparagus subscandens
- Asparagus subulatus
- Asparagus sylvicola
- Asparagus taliensis
- Asparagus tamariscinus
- Asparagus tenuifolius
- Asparagus tibeticus
- Asparagus transvaalensis
- Asparagus trichoclados
- Asparagus trichophyllus
- Asparagus turkestanicus
- Asparagus uhligii
- Asparagus umbellatus
- Asparagus umbellulatus
- Asparagus undulatus
- Asparagus usambarensis
- Asparagus vaginellatus
- Asparagus warneckei
- Asparagus verticillatus
- Asparagus virgatus
- Asparagus volubilis
- Asparagus vvedenskyi
- Asparagus yanbianensis
- Asparagus yanyuanensis